# USS St. Lo (CVE-63)
Сент-Ло (USS St. Lo (CVE-63)) — эскортный авианосец США типа «Касабланка».
«Сент-Ло» был заложен под названием «Чапин Бэй» 23 января 1943 года, переименован в «Мидуэй» 3 апреля 1943 года, спущен на воду 17 августа 1943 года. Он был переименован в «Сент-Ло» 10 октября 1944 года, в честь освобождения американскими войсками французского городка фр. Saint-Lô. Название «Мидуэй» перешло к новому тяжёлому авианосцу.
Участвовал в сражениях: Сайпан; Тиниан; Моротай; Самар; залив Лейте.
Стал первой жертвой атаки японских камикадзе. 25 октября 1944 года отряд камикадзе, возглавляемый Юкио Сэки, атаковал американское авианосное соединение на востоке залива Лейте. Первый «Зеро» ударился в корму авианосца «Сенти», убив при взрыве 16 человек и вызвав пожар. Через несколько минут авианосец «Суони» был также выведен из строя.
Пожары, возникшие из-за попадания камикадзе в палубу эскортного авианосца «Сент-Ло» вскоре вызвали детонацию арсенала, в результате которой корабль разорвало на части. Из 889 человек на борту 113 погибли или пропали без вести и около 30 человек умерли от полученных ран. Оставшиеся в живых были спасены из воды.
Всего в результате этой атаки японцы потопили один и вывели из строя шесть авианосцев, потеряв 17 самолётов.